# Torneig de Candidats de 2022
El Torneig de Candidats de 2022 va ser un torneig d'escacs de vuit jugadors la funció del qual era decidir el reptador per al Campionat del món d'escacs de 2023. El torneig estava programat al Palau de Santoña a Madrid, Espanya, del 16 de juny al 5 de juliol de 2022, mentre que el Campionat Mundial està programat per a principis de 2023. Igualment com tots els Torneig de Candidats des del 2013, tingué format de lliga a doble volta.
Els vuit jugadors classificats eren Ian Nepómniasxi, Teimur Radjàbov, Jan-Krzysztof Duda, Alireza Firouzja, Fabiano Caruana, Hikaru Nakamura, Richárd Rapport i Ding Liren. Serguei Kariakin era inicialment un dels classificats, però va ser desqualificat per violar el Codi d'Ètica de la FIDE després de donar suport públicament la invasió russa d'Ucraïna de 2022. La Federació d'Escacs de Rússia va apel·lar sense èxit la decisió de la FIDE en representació de Kariakin. El lloc va recalar al jugador amb un lloc més alt al rànquing FIDE de maig de 2022 que no s'hagués classificat, Ding Liren.
Ian Nepómniasxi va guanyar el torneig imbatut, a falta d'una ronda, i amb el marcador més alt mai assolit en cap altre Torneig de Candidats des que el modern format es va ingaurar 2013. Això en feia un des únics cinc escaquistes en guanyar dos torneigs de Candidats consecutius, conjuntament amb Vassili Smislov, Borís Spasski, Víktor Kortxnoi, i Anatoli Kàrpov. Nepómniasxi va guanyar el dret a jugar contra Magnus Carlsen pel Campionat del Món d'escacs. Si Carlsen decidís no jugar, llavors Nepómniasxi s'enfrontaria al segon classificat, Ding Liren, pel tron mundial.

## Participants
Els jugadors classificats per al Torneig de Candidats foren:
| Mètode de classificació                               | Jugador                                      | Edat           | Elo            | Rànquing FIDE  |
| Mètode de classificació                               | Jugador                                      | (Juny de 2022) | (Juny de 2022) | (Juny de 2022) |
| ----------------------------------------------------- | -------------------------------------------- | -------------- | -------------- | -------------- |
| Finalista del Campionat del món del 2021              | Ian Nepómniasxi                              | -9             | 2766           | 7              |
| Candidat nominat per la FIDE                          | Teimur Radjàbov                              | -7             | 2753           | 13             |
| Els dos finalistes de la Copa del Món d'escacs 2021   | Jan-Krzysztof Duda (guanyador)               | -21            | 2750           | 16             |
| Els dos finalistes de la Copa del Món d'escacs 2021   | Serguei Kariakin (finalista) (Desqualificat) | -7             | 2747           | 17             |
| Els dos finalistes del Gran Suís de la FIDE del 2021  | Alireza Firouzja (guanyador)                 | -13            | 2793           | 3              |
| Els dos finalistes del Gran Suís de la FIDE del 2021  | Fabiano Caruana (finalista)                  | -25            | 2783           | 4              |
| Els dos finalistes del Grand Prix de la FIDE del 2022 | Hikaru Nakamura (guanyador)                  | -5             | 2760           | 11             |
| Els dos finalistes del Grand Prix de la FIDE del 2022 | Richard Rapport (finalista)                  | -21            | 2764           | 8              |
| Rànquing més alt al maig de 2022                      | Ding Liren (substituint Kariakin)            | -20            | 2806           | 2              |

### Classificació de Radjàbov
Radjàbov s'havia classificat per al Torneig de Candidats anterior com a guanyador de la Copa del món d'escacs del 2019, però es va retirar del torneig després que la seva sol·licitud per ajornar el torneig per la pandèmia de COVID-19 fos rebutjada. Amb l'ajornament del Torneig de Candidats del 2020 a meitat de torneig a causa de la pandèmia fins al 2021, Radjàbov va demanar tornar al torneig. La FIDE va decidir que el que era més escaient oferir a Radjàbov l'entrada directa al torneig del 2022 com a compensació.

### Desqualificació de Kariakin
El 21 de març de 2022, la Comissió d'Ètica i Disciplina de la FIDE va resoldre que Serguei Kariakin havia violat l'article 2.2.10 del Codi d'Ètica de la FIDE després de donar suport públicament a la invasió russa d'Ucraïna de 2022. Com a resultat, van decidir expulsar-lo de tots els torneigs organitzats per la FIDE durant un període de sis mesos, i, per tant, va resultar no elegible per al Torneig de Candidats de 2022.
Kariakin tenia 21 dies per apel·lar. Tot i que va afirmar que no tenia sentit apel·lar, la Federació d'Escacs de Rússia va anunciar gairebé immediatament que estava preparant una apel·lació en nom seu. El 6 de maig, la Cambra d'Apel·lacions de la Comissió d'Ètica i Disciplina de la FIDE va anunciar la seva decisió de rebutjar l'apel·lació de Kariakin, la qual cosa va implicar la seva desqualificació del Torneig de Candidats, encara que manté l'opció d'apel·lar al Tribunal d'Arbitratge Esportiu.

### Classificació per rànquing (Ding Liren)
Originalment, cap jugador s'hauria classificat per puntuació Elo. No obstant això, les regles estableixen que si un dels jugadors classificats es retirava, el jugador amb millor rànquing a la llista de maig de 2022 que a més hagués jugat almenys 30 partides avaluades entre juny de 2021 i maig de 2022 seria convidat com a reemplaçament.
A la llista d'abril de 2022, el jugador amb millor rànquing (a part del campió del món i els jugadors ja classificats) era Ding Liren amb una puntuació Elo de 2799, però només havia jugat 4 partides avaluades entre el juny de 2021 i l'abril de 2022 a causa de les dificultats per viatjar durant la pandèmia de COVID-19. Necessitava per tant 26 partides al març i l'abril per a la llista de maig del 2022 per ser elegible. L'Associació Xinesa d'Escacs va organitzar tres esdeveniments diferents perquè Ding hi participés, permetent-li així assolir el requisit de mínim de partides, a més d'assolir el segon lloc en el rànquing FIDE. Després del rebuig de l'apel·lació de Kariakin, Ding Liren es va classificar per al Torneig de Candidats.

## Organització
El torneig té format de lliga a doble volta amb vuit jugadors, cosa que significa 14 rondes en què els jugadors s'enfronten entre ells dues vegades: una vegada amb les peces negres i una altra amb les blanques. El guanyador del torneig es classifica per jugar contra Magnus Carlsen al Campionat del món del 2023.
De tota manera, Carlsen havia dit en acabar l'anterior campionat el 2021 que, a causa d'una falta de motivació, no defendria el seu títol llevat que l'aspirant fos Alireza Firouzja, qui havia assolit dos cops el número dos al rànquing mundial el 2021 a l'edat de 18 anys. L'abril de 2022, va anar més enllà, dient que no jugaria, sense menció a cap potencial oponent. Si Carlsen decidís no jugar, llavors els dos primers classificats del torneig de candidats de 2022 jugarien el matx pel campionat del món.
Els jugadors de la mateixa federació varen ser forçats a jugar entre si a les primeres rondes de cada meitat del torneig per evitar conflictes. Els jugadors afectats en aquest torneig de candidats de 2022 foren Fabiano Caruana i Hikaru Nakamura dels Estats Units, que es van enfrontar a les rondes 1 i 8.

### Normativa
El control de temps és de 120 minuts per a les primeres 40 jugades, 60 minuts per a les següents 20 jugades, i 15 minuts per a la resta de la partida, amb un increment de 30 segons per jugada a partir de la jugada 61.
En cas d'empat al primer lloc, els desempats segueixen el format següent:
- Els jugadors disputen dues partides d'escacs ràpids a 15 minuts més 10 segons per jugada. En cas d'un empat entre tres i sis jugadors, es disputa una lliga a una volta. En cas que empatin set o vuit jugadors, es disputa una lliga a una volta amb un límit de temps de 10 minuts més 5 segons per jugada.
- Si qualsevol nombre de jugadors segueix empatat després de les primeres partides ràpides, jugaran dues partides d'escacs llampec a 3 minuts més 2 segons per jugada. En cas que més de dos jugadors romanguin empatats, es jugarà una lliga a una volta.
- Si qualsevol nombre de jugadors segueix empatat després de les partides llampec, els jugadors restants jugaran un torneig llampec eliminatori amb el mateix control de temps. A cada matx de l'eliminatòria, el primer jugador a guanyar una partida guanyarà el matx.

Aquests desempats suposen una diferència amb els empleats entre 2013 i 2021, que feien servir desempats basats en els resultats dels jugadors en el torneig (com a resultats dels enfrontaments directes entre jugadors empatats o nombre de victòries).
Els empats en altres llocs a més del primer es resoldran en l'ordre següent: (1) puntuació Sonneborn-Berger, (2) nombre total de victòries, (3) resultat directe entre els jugadors empatats, (4) nombre de partides amb les peces negres.
Els premis són de 48 000 € pel primer lloc, 36 000 € pel segon i 24 000 € pel tercer (on els jugadors amb els mateixos punts es reparteixen el premi, independentment dels desempats), més 7000 € per cada punt per a tots els jugadors, sumant una borsa de premis total de 500 000 €.

### Calendari
Els jugadors del mateix país han de jugar entre ells a les primeres rondes: rondes 1 i 8 si només són dos jugadors i rondes 1 a 3 i 8 a 10 si hi ha tres jugadors de la mateixa federació.
| Data                | Dia       | Esdeveniment                            |
| ------------------- | --------- | --------------------------------------- |
| 16 de juny de 2022  | Dijous    | Cerimònia d'obertura                    |
| 17 de juny de 2022  | Divendres | Ronda 1                                 |
| 18 de juny de 2022  | Dissabte  | Ronda 2                                 |
| 19 de juny de 2022  | Diumenge  | Ronda 3                                 |
| 20 de juny de 2022  | Dilluns   | Dia de descans                          |
| 21 de juny de 2022  | Dimarts   | Ronda 4                                 |
| 22 de juny de 2022  | Dimecres  | Ronda 5                                 |
| 23 de juny de 2022  | Dijous    | Ronda 6                                 |
| 24 de juny de 2022  | Divendres | Dia de descans                          |
| 25 de juny de 2022  | Dissabte  | Ronda 7                                 |
| 26 de juny de 2022  | Diumenge  | Ronda 8                                 |
| 27 de juny de 2022  | Dilluns   | Ronda 9                                 |
| 28 de juny de 2022  | Dimarts   | Dia de descans                          |
| 29 de juny de 2022  | Dimecres  | Ronda 10                                |
| 30 de juny de 2022  | Dijous    | Ronda 11                                |
| 1 de juliol de 2022 | Divendres | Ronda 12                                |
| 2 de juliol de 2022 | Dissabte  | Dia de descans                          |
| 3 de juliol de 2022 | Diumenge  | Ronda 13                                |
| 4 de juliol de 2022 | Dilluns   | Ronda 14                                |
| 5 de juliol de 2022 | Dimarts   | Desempats (si cal) Cerimònia de cloenda |

## Resultats

### Resultats per ronda
L'abril de 2022 la FIDE va anunciar els emparellaments del torneig. Els desempats, si calguessin, es jugarien el 5 de juliol.
El primer jugador nomenat juga amb les peces blanques. 1–0 una victòria blanca, 0–1 indica una victòria negra, i ½–½ indica taules. Els números entre parèntesis mostren la puntuació dels jugadors abans de la ronda. L'abril del 2022, la FIDE va anunciar els aparellaments del torneig
| Ronda 1 (17 juny 2022)  | Ronda 1 (17 juny 2022) | Ronda 1 (17 juny 2022)  | Ronda 1 (17 juny 2022)  |
| ----------------------- | ---------------------- | ----------------------- | ----------------------- |
| Jan-Krzysztof Duda      | ½–½                    | Richárd Rapport         | B44 Siciliana Taimànov  |
| Ding Liren              | 0–1                    | Ian Nepomniachtchi      | A20 obertura anglesa    |
| Fabiano Caruana         | 1–0                    | Hikaru Nakamura         | C65 defensa berlinesa   |
| Teimour Radjabov        | ½–½                    | Alireza Firouzja        | D37 QGD Viena           |
| Ronda 2 (18 juny 2022)  |                        |                         |                         |
| Richárd Rapport (½)     | ½–½                    | Alireza Firouzja (½)    | B53 Siciliana Chekhover |
| Hikaru Nakamura (0)     | 1–0                    | Teimour Radjabov (½)    | C65 defensa berlinesa   |
| Ian Nepomniachtchi (1)  | ½–½                    | Fabiano Caruana (1)     | C50 Giuoco Pianissimo   |
| Jan-Krzysztof Duda (½)  | ½–½                    | Ding Liren (0)          | C53 Giuoco Pianissimo   |
| Ronda 3 (19 juny 2022)  |                        |                         |                         |
| Ding Liren (½)          | ½–½                    | Richárd Rapport (1)     | D86 Grünfeld Simagin    |
| Fabiano Caruana (1½)    | ½–½                    | Jan-Krzysztof Duda (1)  | B90 Siciliana Najdorf   |
| Teimour Radjabov (½)    | ½–½                    | Ian Nepomniachtchi (1½) | E04 Catalana            |
| Alireza Firouzja (1)    | ½–½                    | Hikaru Nakamura (1)     | E32 Nimzoíndia 4.Dc2    |
| Ronda 4 (21 juny 2022)  |                        |                         |                         |
| Richárd Rapport (1½)    | ½–½                    | Hikaru Nakamura (1½)    | C65 defensa berlinesa   |
| Ian Nepomniachtchi (2)  | 1–0                    | Alireza Firouzja (1½)   | B90 Siciliana Najdorf   |
| Jan-Krzysztof Duda (1½) | ½–½                    | Teimour Radjabov (1)    | C65 defensa berlinesa   |
| Ding Liren (1)          | ½–½                    | Fabiano Caruana (2)     | D38 QGD Ragozin         |
| Ronda 5 (22 juny 2022)  |                        |                         |                         |
| Fabiano Caruana (2½)    | ½–½                    | Richárd Rapport (2)     | B46 Siciliana Taimànov  |
| Teimour Radjabov (1½)   | ½–½                    | Ding Liren (1½)         | E00 Catalana            |
| Alireza Firouzja (1½)   | ½–½                    | Jan-Krzysztof Duda (2)  | C42 defensa Petrov      |
| Hikaru Nakamura (2)     | ½–½                    | Ian Nepomniachtchi (3)  | C42 defensa Petrov      |
| Ronda 6 (23 juny 2022)  |                        |                         |                         |
| Teimour Radjabov (2)    | ½–½                    | Richárd Rapport (2½)    | B46 Siciliana Taimànov  |
| Alireza Firouzja (2)    | 0–1                    | Fabiano Caruana (3)     | E06 Catalana            |
| Hikaru Nakamura (2½)    | ½–½                    | Ding Liren (2)          | С53 Giuoco Pianissimo   |
| Ian Nepomniachtchi (3½) | 1–0                    | Jan-Krzysztof Duda (2½) | A07 Atac indi de rei    |
| Ronda 7 (25 juny 2022)  |                        |                         |                         |
| Richárd Rapport (3)     | 0–1                    | Ian Nepomniachtchi (4½) | C42 defensa Petrov      |
| Jan-Krzysztof Duda (2½) | ½–½                    | Hikaru Nakamura (3)     | E47 Nimzoíndia          |
| Ding Liren (2½)         | ½–½                    | Alireza Firouzja (2)    | A20 obertura anglesa    |
| Fabiano Caruana (4)     | 1–0                    | Teimour Radjabov (2½)   | B32 Siciliana O'Kelly   |

| Ronda 8 (26 juny 2022)   | Ronda 8 (26 juny 2022) | Ronda 8 (26 juny 2022) | Ronda 8 (26 juny 2022)               |
| ------------------------ | ---------------------- | ---------------------- | ------------------------------------ |
| Richárd Rapport (3)      | 1–0                    | Jan-Krzysztof Duda (3) | C47 Quatre cavalls 4.g3              |
| Ian Nepomniachtchi (5½)  | ½–½                    | Ding Liren (3)         | C47 Quatre cavalls, escocesa         |
| Hikaru Nakamura (3½)     | 1–0                    | Fabiano Caruana (5)    | C82 Ruy López                        |
| Alireza Firouzja (2½)    | ½–½                    | Teimour Radjabov (2½)  | C50 Giuoco Pianissimo                |
| Ronda 9 (27 juny 2022)   |                        |                        |                                      |
| Alireza Firouzja (3)     | 1–0                    | Richárd Rapport (4)    | C65 defensa berlinesa                |
| Teimour Radjabov (3)     | 1–0                    | Hikaru Nakamura (4½)   | C65 defensa berlinesa                |
| Fabiano Caruana (5)      | ½–½                    | Ian Nepomniachtchi (6) | C42 defensa Petrov                   |
| Ding Liren (3½)          | 1–0                    | Jan-Krzysztof Duda (3) | A13 obertura anglesa, Neo-Catalan    |
| Ronda 10 (29 juny 2022)  |                        |                        |                                      |
| Richárd Rapport (4)      | 0–1                    | Ding Liren (4½)        | C77 Ruy López Anderssen              |
| Jan-Krzysztof Duda (3)   | 1–0                    | Fabiano Caruana (5½)   | C53 Giuoco Pianissimo                |
| Ian Nepomniachtchi (6½)  | ½–½                    | Teimour Radjabov (4)   | E06 Catalana                         |
| Hikaru Nakamura (4½)     | 1–0                    | Alireza Firouzja (4)   | B90 Siciliana Najdorf                |
| Ronda 11 (30 juny 2022)  |                        |                        |                                      |
| Hikaru Nakamura (5½)     | ½–½                    | Richárd Rapport (4)    | B33 Siciliana Sveshnikov             |
| Alireza Firouzja (4)     | 0–1                    | Ian Nepomniachtchi (7) | C42 defensa Petrov                   |
| Teimour Radjabov (4½)    | ½–½                    | Jan-Krzysztof Duda (4) | A13 obertura anglesa                 |
| Fabiano Caruana (5½)     | 0–1                    | Ding Liren (5½)        | C88 Ruy López Anti-Marshall          |
| Ronda 12 (1 juliol 2022) |                        |                        |                                      |
| Richárd Rapport (4½)     | ½–½                    | Fabiano Caruana (5½)   | C65 Defensa berlinesa                |
| Ding Liren (6½)          | 0–1                    | Teimour Radjabov (5)   | E48 Defensa Nimzoíndia               |
| Jan-Krzysztof Duda (4½)  | ½–½                    | Alireza Firouzja (4)   | D45 Defensa semieslava               |
| Ian Nepomniachtchi (8)   | ½–½                    | Hikaru Nakamura (6)    | C67 Defensa berlinesa                |
| Ronda 13 (3 juliol 2022) |                        |                        |                                      |
| Ian Nepomniachtchi (8½)  | ½–½                    | Richárd Rapport (5)    | B67 Defensa siciliana Richter-Rauzer |
| Hikaru Nakamura (6½)     | 1–0                    | Jan-Krzysztof Duda (5) | B90 Siciliana Najdorf                |
| Alireza Firouzja (4½)    | ½–½                    | Ding Liren (6½)        | C47 Obertura dels quatre cavalls     |
| Teimour Radjabov (6)     | ½–½                    | Fabiano Caruana (6)    | E04 Obertura catalana                |
| Ronda 14 (4 juliol 2022) |                        |                        |                                      |
| Richárd Rapport (5½)     | 0–1                    | Teimour Radjabov (6½)  | C65 Defensa berlinesa                |
| Fabiano Caruana (6½)     | 0–1                    | Alireza Firouzja (5)   | C65 Defensa berlinesa                |
| Ding Liren (7)           | 1–0                    | Hikaru Nakamura (7½)   | D40 Defensa Semi-Tarrasch            |
| Jan-Krzysztof Duda (5)   | ½–½                    | Ian Nepomniachtchi (9) | C43 Defensa Petrov                   |

### Puntuacions totals per ronda
Per a cada jugador, es mostra la diferència entre el seu nombre de victòries i derrotes després de cada ronda. Els jugadors amb la puntuació més alta després de cada ronda estan marcats amb un fons verd. Els jugadors que no tenen més possibilitats de guanyar el torneig, a cada ronda, estan marcats amb fons vermell.
| Posició | Jugador                  | Rondes | Rondes | Rondes | Rondes | Rondes | Rondes | Rondes | Rondes | Rondes | Rondes | Rondes | Rondes | Rondes | Rondes |
| Posició | Jugador                  | 1      | 2      | 3      | 4      | 5      | 6      | 7      | 8      | 9      | 10     | 11     | 12     | 13     | 14     |
| ------- | ------------------------ | ------ | ------ | ------ | ------ | ------ | ------ | ------ | ------ | ------ | ------ | ------ | ------ | ------ | ------ |
| 1       | Ian Nepómniasxi (FIDE)   | +1     | +1     | +1     | +2     | +2     | +3     | +4     | +4     | +4     | +4     | +5     | +5     | +5     | +5     |
| 2       | Ding Liren (CHN)         | –1     | –1     | –1     | –1     | –1     | –1     | –1     | –1     | =      | +1     | +2     | +1     | +1     | +2     |
| 3       | Teimour Radjabov (AZE)   | =      | –1     | –1     | –1     | –1     | –1     | –2     | –2     | –1     | –1     | –1     | =      | =      | +1     |
| 4       | Hikaru Nakamura (USA)    | –1     | =      | =      | =      | =      | =      | =      | +1     | =      | +1     | +1     | +1     | +2     | +1     |
| 5       | Fabiano Caruana (USA)    | +1     | +1     | +1     | +1     | +1     | +2     | +3     | +2     | +2     | +1     | =      | =      | =      | –1     |
| 6       | Alireza Firouzja (FRA)   | =      | =      | =      | –1     | –1     | –2     | –2     | –2     | –1     | –2     | –3     | –3     | –3     | –2     |
| 7       | Jan-Krzysztof Duda (POL) | =      | =      | =      | =      | =      | –1     | –1     | –2     | –3     | –2     | –2     | –2     | –3     | –3     |
| 8       | Richárd Rapport (HUN)    | =      | =      | =      | =      | =      | =      | –1     | =      | –1     | –2     | –2     | –2     | –2     | –3     |

## Classificació final
| Lloc | Jugador                | Punts  | SB    | Victòries | Elo  | Classificació |
| ---- | ---------------------- | ------ | ----- | --------- | ---- | ------------- |
| 1    | Ian Nepómniasxi (FIDE) | 9.5/14 | 62    | 5         | 2793 | Guanyador     |
| 2    | Ding Liren             | 8.0/14 | 52    | 4         | 2804 |               |
| 3    | Teimour Radjabov       | 7.5/14 | 52    | 3         | 2742 |               |
| 4    | Hikaru Nakamura        | 7.5/14 | 50.25 | 4         | 2772 |               |
| 5    | Fabiano Caruana        | 6.5/14 | 46.5  | 2         | 2781 |               |
| 6    | Alireza Firouzja       | 6.0/14 | 39.5  | 2         | 2793 |               |
| 7    | Jan-Krzysztof Duda     | 5.5/14 | 38.5  | 1         | 2740 |               |
| 8    | Richárd Rapport        | 5.5/14 | 37.75 | 1         | 2756 |               |

Regles per la classificació: 1) punts; 2) Puntuació Sonneborn–Berger (SB); 3) número total de victòries; 4) Un contra un (H2H), puntuació entre jugadors empatats 5) sorteig